# Gladys Nordenstrom-Krenek

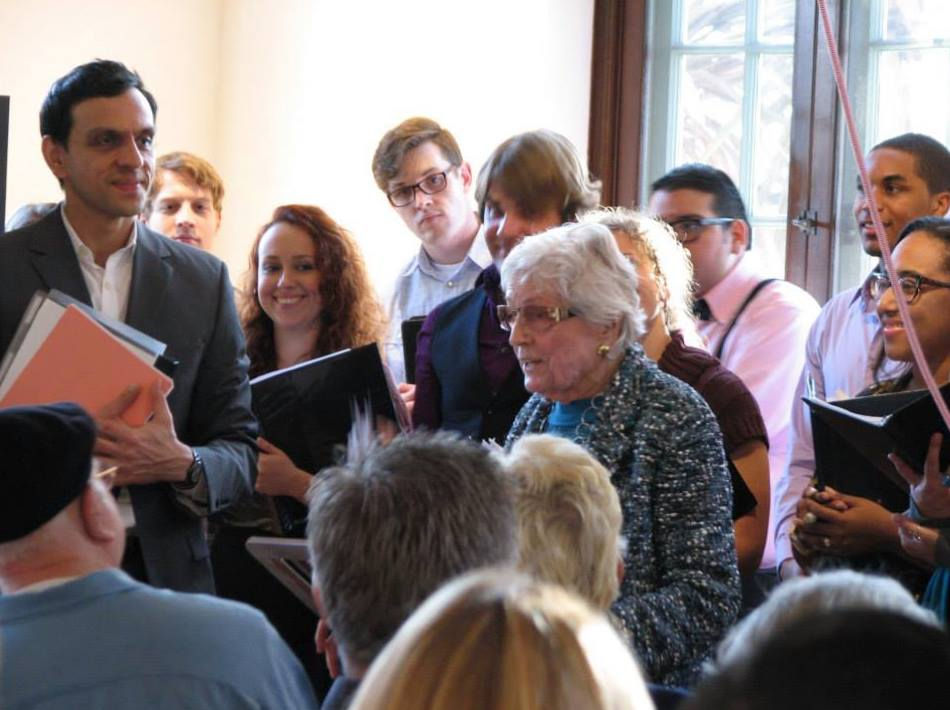
Gladys Nordenstrom-Krenek

Gladys Mercedes Nordenstrom-Krenek (* 23. Mai 1924 in Mora, Minnesota; † 5. Juli 2016 in Palm Springs, Kalifornien) war eine US-amerikanische Komponistin und dritte Ehefrau des aus Österreich stammenden Komponisten Ernst Krenek.

## Leben
Gladys Nordenstrom-Krenek studierte Musik am Institute of Fine Arts der Hamline University in Saint Paul (Minnesota), wo sie 1942 den dort lehrenden, aus Österreich emigrierten Komponisten Ernst Krenek kennenlernte. Nach dem Studium arbeitete sie als Volksschullehrerin und übersiedelte mit Krenek, dessen dritte Ehefrau sie 1950 wurde, nach Kalifornien. In der Folgezeit begleitete sie ihren Mann vielfach auf seinen Reisen und kümmerte sich nach dessen Tod 1991 um seinen Nachlass. Dank ihrer Initiative gelangte dieser nach Österreich, wo 1998 in Wien das Ernst Krenek-Institut und 2004 in Krems die Ernst Krenek-Privatstiftung gegründet wurde. 2006 wurde Gladys Nordenstrom-Krenek dafür mit dem Großen Ehrenzeichen für Verdienste um die Republik Österreich ausgezeichnet.
Die Ernst Krenek-Privatstiftung archiviert und verwaltet den Nachlass Ernst Kreneks. Mit ihren zahlreichen eigenen Kompositionen, u. a. Lieder, Kammermusik und Orchesterwerke, hielt sich Gladys Nordenstrom-Krenek stets im Hintergrund.
Krenek wurde am 23. August 2016 auf dem Wiener Zentralfriedhof beigesetzt.

## Werke
Als Komponistin schloss sie sich dem Serialismus in der Nachfolge von Arnold Schönberg und Anton Webern an. Zu ihren Werken zählen:
- Rondo for Flute and Piano (UA 1948)
- El Greco Phantasie für Streicher (UA 1966)
- Swift is death to strike a man. (Rasch tritt der Tod das Leben an). In memoriam R. F. Kennedy (1968)
- Work for Orchestra III (1974/75)